# Ragnar Larsson
Axel Ragnar Valfrid Larsson (ur. 19 czerwca 1901, zm. 26 kwietnia 1984) – szwedzki zapaśnik walczący w stylu wolnym. Olimpijczyk z Paryża 1924, gdzie zajął czwarte miejsce w wadze koguciej.
Mistrz kraju w 1923, 1924, 1926 i 1928 roku.

## Letnie Igrzyska Olimpijskie 1924
| Konkurencja      | Rundy eliminacyjne         | Rundy eliminacyjne    | Rundy eliminacyjne     | Turniej o brązowy medal | Klas. końcowa |
| Konkurencja      | 1/8                        | 1/4                   | 1/2                    | Przeciwnik I            | Miejsce       |
| ---------------- | -------------------------- | --------------------- | ---------------------- | ----------------------- | ------------- |
| 56 kg styl wolny | Charles MacWilliam (USA) Z | Jules Bouquet (FRA) Z | Kaarlo Mäkinen (FIN) P | Bryan Hines (USA) P     | 4.            |